# Bloomfield (Kentucky)
Pour les articles homonymes, voir Bloomfield.
Bloomfield est une ville américaine située dans le comté de Nelson, dans le Kentucky. Selon le recensement de 2020, sa population est de 961 habitants.